# Ехегнамор
Ехегнамор (арм. Եղեգնամոր վանք, также известный как церковь Ченгилли и церковь Пресвятой Богородицы арм. Սուրբ Աստվածածին) — армянский монастырь X—XI веков, расположенный в центре селе Ченгилли провинции Карс Турции. Возможно принадлежал Грузинской православной церкви.  

## История
Церковь имеет крестообразный купол и замечательные украшения. Доктор Мухаммед Арслан, преподаватель Кавказского университета и руководитель группы, проводившей раскопки в руинах Ани, сообщил корреспонденту агентства «Анадолу», что, исходя из характеристик церкви, можно предположить, что она была построена в X—XI веках династией Багратидов. По его словам, на церкви есть 3 разные надписи на грузинском языке. В церкви была и армянская надпись, которая фактически не сохранилась. Хотя турецкий учёный утверждал, что церковь построена Багратидами, он пытался создать впечатление, что она не армянская. Он также добавил, что в результате нашествий сельджуков, когда Ани был завоеван султаном Алп-Арсланом, Карс и его окрестности также перешли под контроль сельджуков. Церковь достаточно хорошо сохранилась, но требует ремонта.
Надпись на западном фасаде церкви датирована 1030 годом по одним данным, но 1362 годом по другим. В нём упоминается основатель здания, Эгнатио. Указывается на то, что монастырь находился под юрисдикцией Грузинской православной церкви и, кажется, упоминается старое название места, Ленамори. Это могло означать либо то, что монашеская община была колонией этнических грузин, либо то, что ее использовали армяне, придерживающиеся Грузинской церкви. В поселении в то время, несомненно, жили армяне — в конце XIX века отмечено несколько средневековых хачкаров с армянскими надписями, в том числе один датированный 989 годом, другой датированный 1024 годом. Другая надпись на грузинском языке, под южным карнизом церкви, гласит: "Христе, помилуй Малакозию, построившую эту церковь».
В период могущества Грузии (X—XIII века), при расширении в сторону Северного Кавказа и Армении, государство сразу основывало православные монастыри или храмы во вновь завоеванных провинциях, присоединявшихся к Грузии. В этом процессе никогда не было важно, есть ли грузинское население вокруг вновь созданных епархий Грузинской Церкви и новообразованных православных церквей, находящихся под их юрисдикцией, или нет. Вплоть до долины Аракса (например, Ехегнаморской церкви) Грузинская православная церковь обеспечивала присутствие государства и стремилась как можно больше перекрещивать местных жителей, создавая жизнеспособные православные общины меньшинств.
Независимо от того, использовался ли Ченгелли грузинскими поселенцами или халкидонскими армянами, церковь демонстрирует очень сильное грузинское влияние в своей архитектуре. Тао-Кларджети, регион, который в настоящее время находится на северо-востоке Турции, был ближайшим к Ченгилли районом, контролируемым Грузией, и многие черты церкви Ехегнамор также можно увидеть в сохранившихся грузинских церквях этого региона. Вполне вероятно, что строители этой церкви были выходцами из Тао-Кларджети.
К концу XIX века большинство населения села составляли армяне. Они были приверженцами Армянской Церкви, а не Грузинской, и называли церковь Св. Аствацацин (Пресвятая Богородица). Это армянское население было депортировано в Армению в 1920 году, когда этот район стал частью Турции после Первой мировой войны. Нынешние жители деревни, как и большинство деревень в этом районе, — курды, вероятно, недавние иммигранты из Эрзурума или Догубаязита. Они используют церковь как хозяйственный амбар.

## Устройство
Главный вход церкви находится с Запада. Размеры церкви 20 х 15 м в длину и 25 м в высоту. Конструкция имеет коническую форму. В верхней части алтаря можно увидеть скульптуру из симметричных листьев дерева и змеи, поедающей виноградную лозу. Также в этом разделе есть изображения Пресвятой Богородицы и Иисуса Христа. Большинство скульптур здания сегодня не сохранилось. Стены построены из тесаного базальтового камня толщиной 1 м.